# Jean Vivant Micault de Corbeton
 Jean-Vivant Micault de Co(u)rbeton  est président au parlement de Bourgogne lorsque éclate la Révolution française de 1789.

## Biographie
Fils de Vivant Micault de Co(u)rbeton et de Catherine Nugues de Toucy (fille de Marthe Pâris et nièce maternelle des frères Pâris ; d'où la succession de Toucy et de Saligny qui furent à Jean Pâris), il s'est marié à Marie-Charlotte Trudaine (fille de Claude-Charles de Trudaine, de la branche de Tartigny-Fourdrinoy : cf. Geneanet Pierfit : Trudaine) le 27 juin 1765. Il est président au Parlement de Bourgogne lorsque la Révolution éclate. Il n'est pas le plus riche de ces nobles parlementaires dijonnais, mais sa fortune est loin d'être négligeable. Il demeure en ce temps-là rue Vauban à Dijon dans un hôtel particulier dit des Monnoyes, avec un très beau parc aux essences rares.
Craignant pour sa personne et celle de sa femme, il émigre avec elle en octobre 1789 ; il rentre en France, de peur que leurs biens ne soient saisis. Ils sont de retour sur le territoire national en mars 1792, quelques semaines avant la date fatidique. Comme ils étaient rentrés entre le 9 février 1792 et le 8 mai, ils n'eurent pas à payer le double impôt pour l'année en cours.
Ne désirant pas paraître à Dijon, il s'installe à Luxeuil et fait parvenir certificats de résidence et certificats médicaux, toujours dans le même but, mais ceux-ci ne sont pas considérés comme valables et le 3 novembre 1793 (13 Brumaire An II), ses biens sont saisis. Le citoyen André-Antoine Bernard dit Pioche Fer Bernard est envoyé en mission à Dijon, par le Comité de salut public, il y arrive le 3 février 1794 et s'installe immédiatement dans l'hôtel Bouhier de Savigny, propriété du président Jean Vivant Micault de Corbeton. Ce dernier est incarcéré au château de Dijon le 13 du même mois (25 pluviôse an II), sur réquisition de Pioche Fer Bernard. Le 22 février 1794 (4 ventôse an II), il est transféré à la Conciergerie sous l'inculpation d'avoir émigré.
Son avocat, maître Larché, plaida qu'il n'avait jamais quitté la France, fournissant des certificats de résidence. Le tribunal, dans le doute, le renvoya devant le directoire du département. Pioche Fer Bernard déclara que ces certificats n'étaient pas rédigés dans les formes et qu'ils n'étaient pas valables. Ne voulant pas lâcher sa proie et perdre les avantages qu'il avait déjà tirés de la saisie de ses biens, il adressa une lettre d'injonction au directoire les pressant de juger le jour même. Craignant pour leur sécurité, les juges condamnèrent Vivant Micault de Corbeton. Il fut exécuté le jour même, le 17 mars 1794 (27 ventôse an II), avec neuf autres personnes, sur la place du Morimont.
Le 26 juillet 1794, son fils Joseph-Vivant, son gendre Charles-Louis Trudaine de Montigny (fils de Philibert Trudaine de Montigny), et le frère de ce dernier, Charles-Michel Trudaine, sont également guillotinés sur ordre du Tribunal révolutionnaire de Paris.
Il restait deux autres enfants qui étaient sous curatelle depuis le 14 février 1794 : une fille, Charlotte-Joséphine, en état d'imbécillité depuis sa naissance et un garçon, Lubin-Marie-Vivant, âgé de 17 ans, mort à l'asile.

## Propriétés, seigneuries
- Seigneurie d'Agey
- Seigneurie de Meilly-sur-Rouvres
- Seigneurie de Fleurey-sur-Ouche soit 176 journaux de terres, 23 soitures[2] de prés, plus bois, ainsi que la ferme, le moulin et le château de la Velotte. L'inventaire des biens saisis fut fait du 14 au 22 novembre 1793. Il fut réalisé par Claude Dellery, maire de la commune, aidé de Pierre Bouhin, fermier du comte, et Jean-Antoine Romey, venu de Dijon. L'ensemble des biens fut estimé à 39 727 livres et vendu en 67 lots, le 28 août 1794 à Jean Cazotte et Antoine Liguier pour 32 000 livres. Les terres, vignes, prairies et chenevières furent vendues des 12 au 14 fructidor pour 40 000 livres à Claude Pavaillon, André Maillot, François Potier, Mathieu Perille, Antoine Liguier et Jean Cazotte. Rayée de la liste des émigrés le 11 août 1795 ou 24 thermidor an III, sa famille recouvre les biens, mobiliers et immobiliers, sauf ceux de Fleurey, par arrêté portant mainlevée du séquestre en date du 18 brumaire an VI. Ce n'est que le 18 avril 1832 que Monsieur de Vérac, légataire universel de la famille, reçoit une somme de 53,315 francs pour les biens saisis à Fleurey.
- Seigneurie de Maconge
- Seigneurie de Rouvres-sous-Meilly
- Seigneurie de Barbirey-sur-Ouche
- Seigneurie de Saligny
- Seigneurie de Santenay
- Seigneurie de Pommard
- Seigneurie de Joncy
- Seigneurie de Liernolles

## Armoiries
- «  D'azur, à un chevron d'or, chargé en chef d'une croix de gueules, accompagné de trois chats d'argent »[3]